# 仙台車両センター
仙台車両センター（せんだいしゃりょうセンター）は、宮城県仙台市宮城野区にある東日本旅客鉄道（JR東日本）の車両基地である。同社東北本部の管轄。仙台駅北側に設置されている。

## 組織体系

### 本所
東北本線、常磐線、仙山線、磐越西線、仙台空港アクセス線で使用される車両が所属する。本項で説明する。

### 宮城野派出所
仙石線で使用される205系電車が68両配置されている。

### 仙台駅サービス班
旧仙台駅派出。仙台駅構内にあり、社員が常駐して車両の連結・解放・構内入換を行うほか、運用中の車両に故障が発生した場合等に即応できる体制となっている。連結・解放作業は仙台駅の輸送担当社員と共同で実施する。

## 車体に表記される略号
- 旅客車 - 「北セン」…東北本部（旧仙台支社）を表す「北」と、仙台を表す「セン」から構成される。
- 機関車 - 「仙」…仙台を表す「仙」から構成される。

## 歴史
2003年に組織再編が行われており、宮城野電車区の検修部門を統合して宮城野派出所としている。その後、2004年に仙台電車区から仙台車両センターへ改称された。
- 1887年（明治20年）12月 - 日本鉄道仙台機関庫開設。
- 1906年（明治39年）11月1日 - 日本鉄道が国有化。
- 1936年（昭和11年）9月 - 仙台機関区に改称。
- 1963年（昭和38年）10月 - 仙台機関区、仙台客貨車区を統合して仙台運転所開設。
- 1967年（昭和42年）10月 - 常磐線の全線電化により蒸気機関車の本線運用がなくなったことから旧仙台機関区の諸設備を閉鎖。
- 1968年（昭和43年）10月 - 東北本線の全線電化により電気機関車の配置は長町機関区（現・日本貨物鉄道仙台総合鉄道部）に統合。
- 1987年（昭和62年）
  - 3月1日 - 仙台電車区に改称[3]。
  - 4月1日 - 国鉄分割民営化により東日本旅客鉄道に移管。
- 2003年（平成15年）10月1日 - 宮城野電車区の検修部門を統合し、宮城野派出所とする。
- 2004年（平成16年）4月1日 - 仙台電車区を仙台車両センターと改称[2]。仙台駅派出を仙台駅サービス班とする。
- 2023年（令和5年）6月1日 - 小牛田運輸区の検修部門を統合し、小牛田派出所とする。

## 配置車両
主に東北本線新白河 - 一ノ関間、東北本線利府支線岩切 - 利府間、常磐線原ノ町 - 岩沼間、仙山線全線、奥羽本線山形 - 羽前千歳間、磐越西線郡山 - 会津若松間で運用される車両が所属する。形式によって運用に就く線区も限定される。
2024年4月1日現在の本所配置車両は以下の通り。
| 電車  | 気動車 | 機関車 | 客車 | 貨車 | 合計  |
| ----- | ------ | ------ | ---- | ---- | ----- |
| 244両 | 0両    | 3両    | 1両  | 4両  | 252両 |

### 電車
701系（76両）
- 100番台：2両編成2本（F2-105・106編成）
- 1000番台：4両編成4本（F4-16・F4-17・F4-29・F4-30編成）
- 1000番台：2両編成10本（F2-18~F2-20・F2-22~F2-28編成）
- 1500番台：2両編成18本（F2-501~F2-518編成）

東北本線・常磐線で運用される。
- 当初は2両編成については100番台と1000番台・1500番台で別運用となっており、常磐線には100番台のみが入線していたが、2021年現在はすべて共通運用となっている。
- 100番台は当初秋田車両センター（現・秋田総合車両センター南秋田センター）に配置されていたもので、山形新幹線の新庄延伸により余剰となった車両が転入した。2007年3月に1本、2010年10月に3本が同センターに再転出し、一時F2-106編成のみ残存していた。なお、2013年3月28日にF2-105編成が再転入した。
- 2011年12月に東日本大震災で不通となっていた常磐線原ノ町 - 相馬間の復旧に伴い区間運転を行うため、F2-18、F2-20、F2-25の3編成が勝田車両センターへ転出した。2016年11月6日には検査期限を迎えたF2-18編成（K618編成）とF2-22編成を入れ替える形で転入出している。これらの編成は2016年12月10日に不通となっていた相馬 - 浜吉田間の復旧に伴い、3編成とも再転入した。

E721系（168両）
- 0番台：2両編成41本（P-2 - P-4・P-6 - P-18・P-20 - P-44編成）
- 500番台：2両編成5本（P-501 - P-505編成）
- 1000番台：4両編成19本（P4-1 - P4-19編成）
  - 0番台は2007年2月1日より東北本線、同年3月からは常磐線、同年4月からは仙山線、2017年3月からは磐越西線で運用を開始。2007年10月末までに39本が投入された。2010年10月には0番台5本が増備された。
    - 磐越西線では原則としてワンマン運転対応に改造された編成（P-10 - P-18編成）を使用する。

  - 500番台は2007年3月18日に開業した仙台空港鉄道仙台空港アクセス線直通用。同線開業により営業運転を開始した。この500番台と仙台空港鉄道のSAT721系は共通運用される。
  - 1000番台は2016年11月30日より東北本線、翌月の同年12月からは常磐線、仙山線で運用を開始。2016年10月から2017年3月までに19本が投入された[8]。
  - 0番台のP-1編成とP-19編成は2011年3月11日、常磐線の普通列車（仙台発原ノ町行244M）にて運用中、新地駅に停車していた際に発生した東北地方太平洋沖地震（東日本大震災）による大津波で大破。同年4月14日から16日にかけ現地にて解体作業が行われた[9]。車両の廃車日は2011年3月12日。
  - 0番台のP-5編成は、2020年3月のダイヤ改正によって輸送力強化が図られた仙台空港アクセス線の車両捻出のため、500番台P-505編成に改造された。車両の改造日は2020年4月30日。
  - 2020年3月14日ダイヤ改正で、磐越西線で使用されている0番台（P-12編成）は一部指定席車両に改造され、快速「あいづ」の運行が開始された。

SAT721系（2両編成3本 6両・SA-101 - SA-103編成・仙台空港鉄道受託車）
- 仙台空港鉄道所有のSAT721系も、車両管理業務委託の為、当車両センターに籍を置く。
- 運用はE721系500番台と共通である。

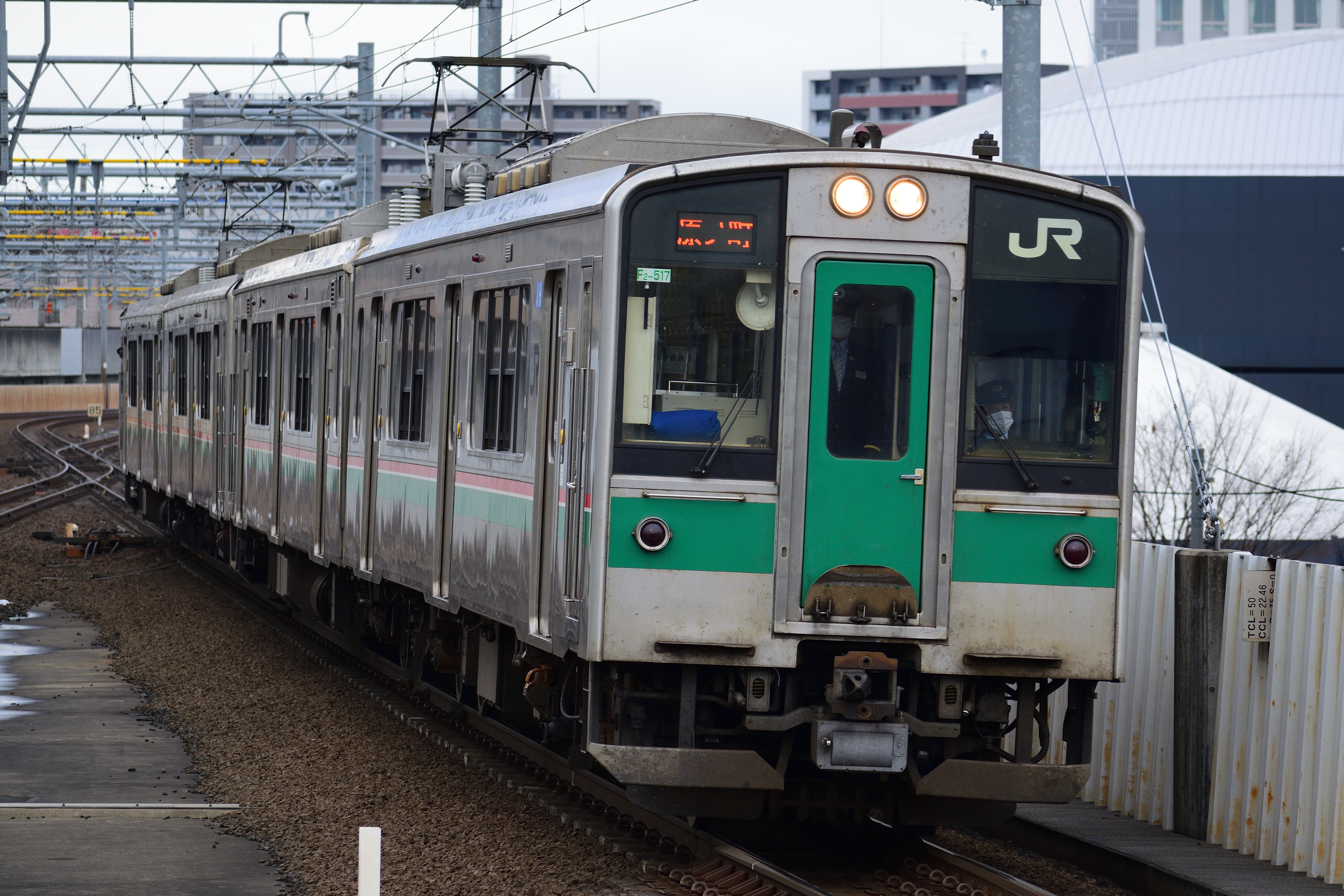
701系
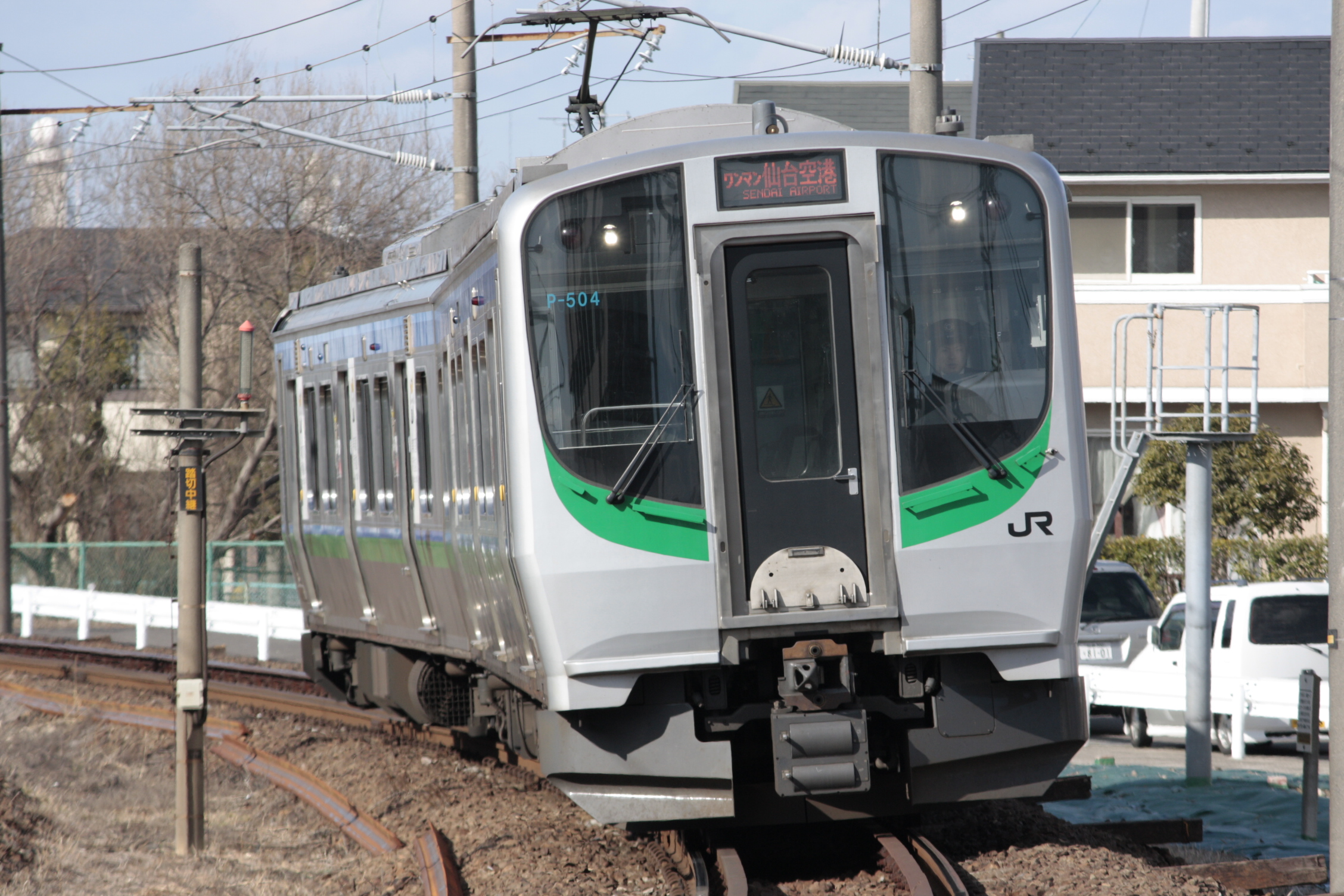
E721系
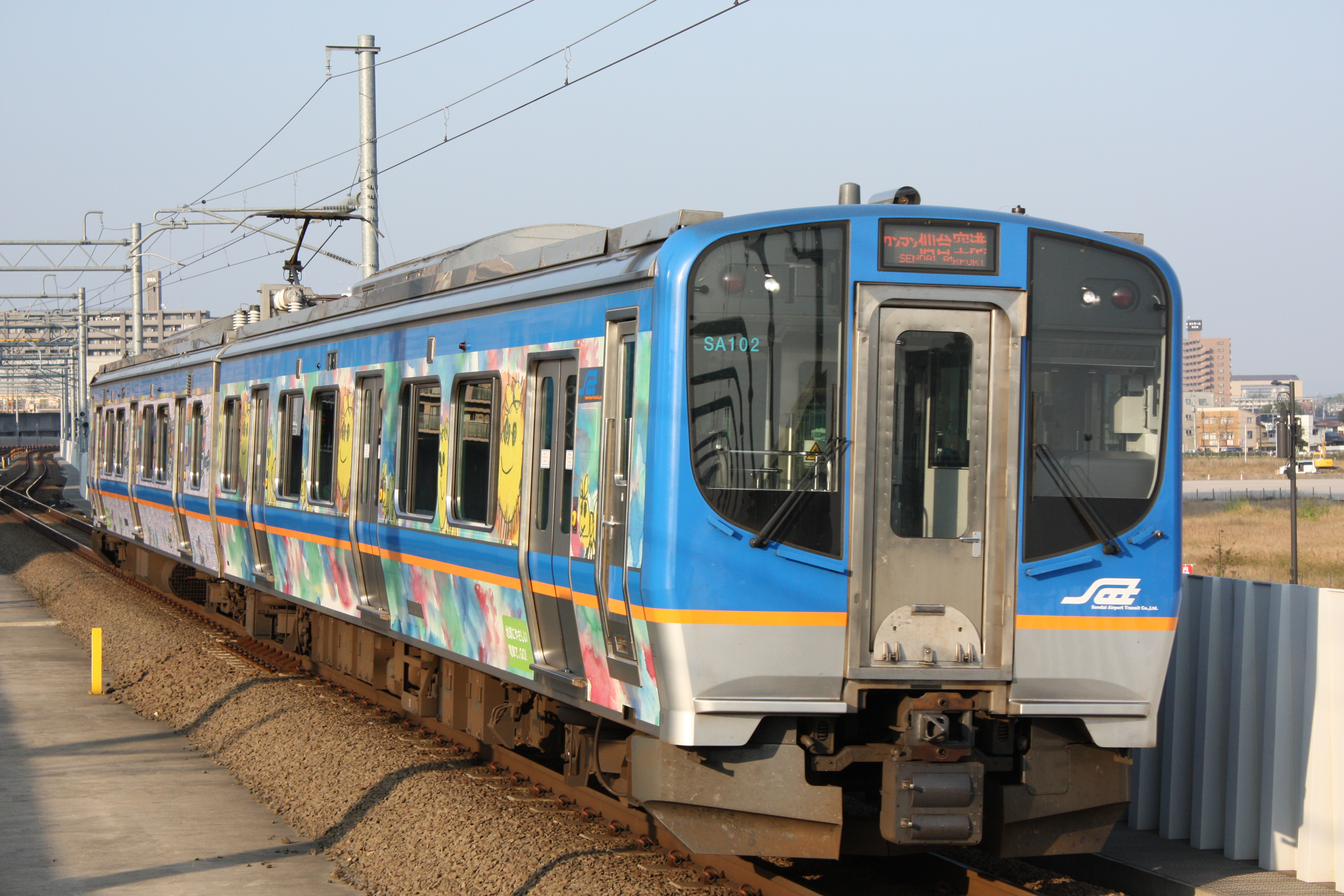
SAT721系

### 客車

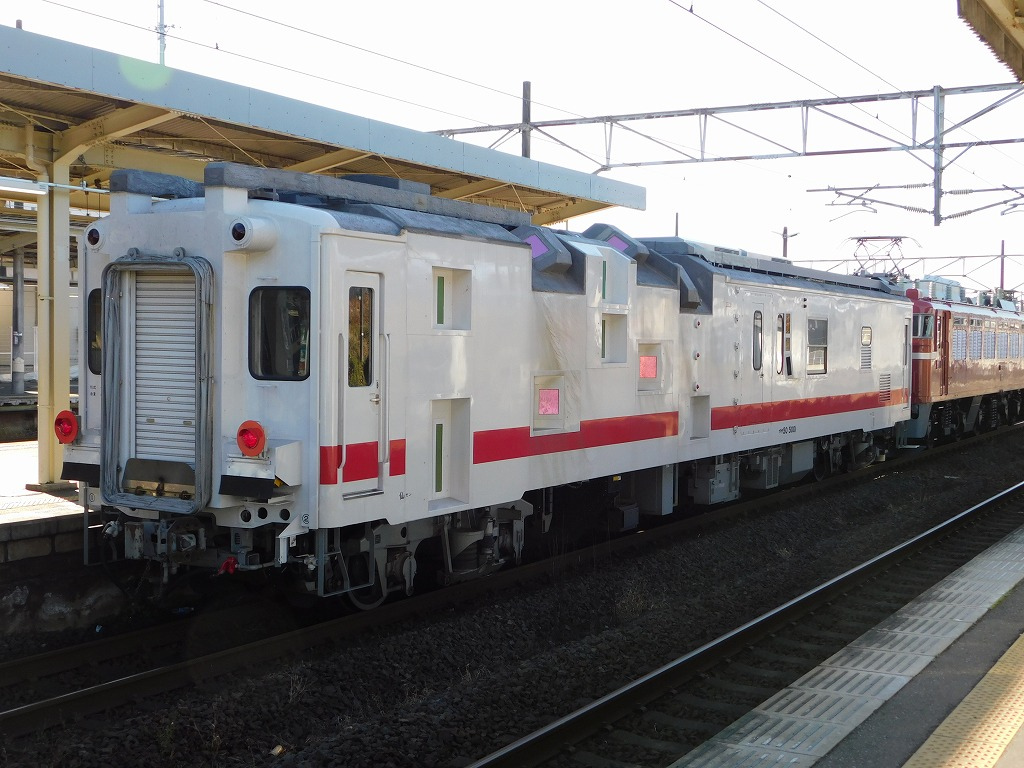
仙台車両センターに所属するマヤ50形

マヤ50形客車（1両）
建築限界測定試験車。

### 機関車
ED75形電気機関車（3両）
700番台の3両 (757, 758, 759) が配置されている。
- 臨時列車や配給列車、工事列車の牽引を担当している。
- かつては0番台も落成直後に配置されていたことがある。

### 貨車
ホキ800形（4両）
ホッパー車でバラスト散布に使用される。東福島駅常備。

### 過去の配置車両
485系電車
2016年4月1日時点では6両編成1本が配置され、国鉄色で東京側3両がA-1編成、青森側3両がA-2編成の2ユニットで組成されていた。
- 東北新幹線開業以前は483系も含め多数の編成が在籍し、特急「ひばり」・「ひたち」を中心に運用されていた。東北新幹線開業後も「ひたち」運用は残ったが、同運用は1985年に勝田電車区（現・勝田車両センター）に移管されたことから全車両が転出し一旦配置がなくなった。
- 2005年に福島県会津地方の観光キャンペーン「あいづデスティネーションキャンペーン」開催に合わせて運転された臨時特急「あいづ」に当センター所属の6両編成が改造された上で充当された。その後、この編成は東武鉄道直通特急「日光・きぬがわ」用に再改造され、小山車両センターへ転出した。
- 2006年夏にも「あいづデスティネーションキャンペーン」の実施が決定すると、2006年3月18日付で青森車両センターから6両編成1本が転入。
- 2012年2月10日付で小山車両センターより6連1本（A-3+A-4編成）が転入。6連2本の配置となる。
- A-3・A-4編成は、『さよなら「あいづライナー485系」』で運用を終了し、2015年7月3日付で廃車。
- A-1・A-2編成も2016年8月4日付で廃車され、485系の配置は無くなった。

583系電車
- 東北新幹線八戸開業直後の2002年末に青森運転所（現・盛岡車両センター青森派出所）の6両が貸し出され臨時列車に使用。2003年に大規模な修繕工事を施工し、正式に本センターに転入した。
- 同じく6両編成を組んでいた秋田車両センター（現・秋田総合車両センター南秋田センター）の583系が2011年9月を以って全車廃車となり、その前月に代替として当編成が転出した。

451系・453系電車
1963年の配置当初は東北本線の急行列車用として運用されたが、運用上の都合から行われた455系化改造や他区への転属により1980年には配置がなくなった。その後1985年に常磐線普通列車の完全電車化を図るために勝田電車区から転入、一部編成が717系に改造された他は順次廃車となり1993年に全廃となった。
455系・457系電車
2008年度の時点では、東北本線・常磐線用3両編成13本が配置されていた。E721系の増備により置換えが進み、2008年3月20日・22日・23日のさよなら運転が行われた後に全車廃車となった。
- かつては「まつしま」等の急行列車として運用されていたが、それらの列車が全廃された1985年以降は東北本線・常磐線・磐越西線・仙山線・奥羽本線の普通列車や快速列車で運用されていた。
- 訓練車3両編成1本も配置されていたが、2006年11月に郡山総合車両センターへ廃車回送された。

417系電車
3両編成5本が配置され東北本線の普通列車・快速「仙台シティラビット」で運用されていたが、E721系の進出により2007年7月1日をもって定期運用を終了。2007年度にK-4編成が仙台レールセンターの訓練車となる為除籍、2008年6月にK-1編成が阿武隈急行にA417系として譲渡、残り3本も2008年8月にすべて廃車となった。
715系電車
1000番台4両編成15本が配置されていた。455系・457系と合わせて仙台エリアの普通列車の電車化に寄与したが、1998年までに全車廃車となった。東北本線・仙山線・奥羽本線で運用されていた。
717系電車
0番台・100番台あわせて3両編成10本が配置され、常磐線の普通列車を中心に運用されていたが、E721系に置換えられたことで2007年11月10日をもって定期運用を終了、2008年度までに全車廃車となった
719系電車
- 0番台（H編成）は2020年4月時点では常磐線で普通として運用されていた。
  - 2016年11月よりE721系1000番台の投入によって廃車が進められた。2016年度に6本12両[12]、2017年度に9本18両[13][14]、2018年度に12本24両[15][16]、2019年度は9本18両が廃車されている[17]。2020年5月に3本9両が廃車され、0番台で最後まで残ったH-19編成が2020年6月1日に廃車された[18]ことにより、0番台は配置が無くなっている。
  - 過去にはH-10～H-15編成に｢あかべぇ｣をあしらったラッピンクをしていたが2019年8月までに全て転属と廃車されている。
  - 2017年3月に「あかべぇ編成」のH-10編成とH-13編成が秋田車両センターへ転出した。
  - 2019年3月に仙台総合訓練センター（岩切駅付近・新幹線総合車両センター併設）の訓練車として、H-40編成が除籍・改造のうえ転用されている。
- 700番台：2両編成1本（S‐27編成）は2014年に郡山総合車両センターで719系0番台H-27編成を種車に改造が施行された。
  - 2015年4月25日（喜多方発着）、2019年12月1日（仙台発着）で運行開始。
  - 2022年（令和4年）11月24日：車両の老朽化に伴い、2023年12月での運行終了を発表。[19]。
  - 2023年（令和5年）
    - 11月16日：同年12月24日での運行終了を発表[20]。
    - 12月24日：運行終了[20]。

ジョイフルトレイン「オリエントサルーン」
1987年に12系客車を改造した6両編成のお座敷客車。団体専用列車として運用され、2000年に廃車となった。
ED78形電気機関車
山形新幹線開業後の1993年に福島運転所（現・福島総合運輸区）から転入し仙山線で客車や貨車を牽引していた。仙山線での貨物輸送は1998年に廃止され、臨時列車などはED75形が牽引することとなったため2000年までに廃車となった。
C62形蒸気機関車
1963年から配置され東北本線・常磐線の旅客列車を牽引したが、短期間で余剰となり1966年までに廃車となった。
C61形蒸気機関車
新製以来東北本線・常磐線で特急「はつかり」「はくつる」に代表される旅客列車や一部の急行貨物列車を牽引し、常磐線が全線電化された1967年までに他区へ転出、もしくは廃車となった。
- 4号機は常磐線全線電化と旧仙台機関区の閉鎖に際し装飾を施して記念列車を牽引、1号機は廃車後東北鉄道学園に保存されたが1996年に解体され現存しない。なお、動態保存されている2号機と20号機も常磐線全線電化まで配属されていた。

C60形蒸気機関車
C61形と同じく改造当初から東北本線・常磐線の旅客列車を牽引した。1967年までに他区へ転出、もしくは廃車となった。
- 1号機は仙台市内に保存。

C59形蒸気機関車
軸重が重いことから東北本線用として配置されていたが、電化の進展により末期は通勤時間帯の普通列車や臨時列車の牽引用に2両だけ残され、1966年に廃車となった。
オヤ31形客車
建築限界測定試験車。
マヤ50形の登場により余剰となり、2010年12月に廃車。
マニ50形客車
救援車代用。マニ50 2051が配置されていたが、2019年5月17日付で廃車された。
チ1000形,
チキ5200形,
チキ7000形
各車両とも長物車で、主にレール輸送に使用されていた。
東日本大震災による大津波でチ1000形4両・チキ5200形2両・チキ6000形22両・チキ7000形2両が被災。2011年3月12日付で廃車されたため、この3形式の配置がなくなった。
チキ5500形
岩切駅常備の長物車でレール輸送用車両。50メートル定尺レールから200メートルのロングレールまで輸送可能。運用は東北地方が中心だが、関東まで入線することもある。
2020年10月に幕張車両センターから13両が転入し、それまで配置されていた14両を置き換えた。転入してきた13両もキヤE195系への置き換えに伴い、2021年11月5日および2022年2月3日に全車廃車された。
チキ6000形
長物車でレール輸送などに使用されていた。2020年9月から2021年1月にかけて23両が廃車され、配置が無くなった。
東日本大震災発生時、当時配置されていた40両中の22両が被災し廃車。補充のため6両のチキ6000形をJR西日本から購入している。